# Departamentul Sebe-Brikolo
Departamentul Sebe-Brikolo este un departament din provincia Haut-Ogooué  din Gabon. Reședința sa este orașul Okondja.